# Історія селища Шевченкове Куп'янського району
Історія Шевченкового — селища Куп'янського району Харківської області України.

## Початки
Наприкінці XIX століття на місці сучасного селища лежав степ, вкритий багатим різнотрав'ям. В тогочасній пореформеній Росії, незважаючи на значні пережитки феодально-кріпосницької системи, швидко утверджується капіталізм. Швидко зростають підприємства фабрично-заводського типу. В 1869 році перша залізниця пройшла через Харків, незабаром місто було з'єднане стальними магістралями з Москвою, Севастополем, Миколаєвом, Донбасом. У 1895 році була введена в експлуатацію залізниця Харків-Балашов, яка пройшла через Чугуїв та Куп'янськ і одночасно дала поштовх для заснування селища, що нині зветься Шевченкове. На території сучасного Шевченківського району наприкінці XIX століття великим наділом землі 10400 десятинами (майже 11,5 тис. га) володіли колишні молдавські бояри, на той час уже російські дворяни Булацелі. Перша назва Шевченкового Булацелівка пов'язана з Булацелями: вони згодились віддати під залізницю частину своєї землі при умові, що їх прізвищем буде названа залізнична станція. Пізніше ця назва розповсюдилася на село, що стало формуватися навколо станції.
За свідченням старожилів, станцію будували в 1895—1896 роках із цегли місцевого виробництва. Її випалювали в економії пана Костомарова у селі Петропілля, і на возах возили до залізниці.
Першим жителем Булацелівки став купець Олексій Бабков, який у 1896 році купив у Булацеля ділянку землі біля залізниці, побудував свій будинок та зернозсипку і став скуповувати у навколишніх селян хліб.
Незабаром біля Бабкова поселилися купці Литвин, Гульва, Василенко, Куніч, Худолій, Анохін, Караченцев. У районі сучасних вулиць Шевченка та Леніна вони поставили будинки, дерев'яні склади, зернозсипки, крамниці.
Уже напередодні революції 1905—1907 років у селі нараховувалося 8 крамниць, 7 зернозсипок, кузня, корчма, два вітряки. Найбільшими населеними пунктами від Булацелівки на початку ХХ століття були села Луїзенталь, Мирна Долина (зараз с. Раївка), а також хутори Іваницький, Кашинський,  Тетянівка, Аннінський, Огурцівка, Верхня і Нижня Зорянка. Огурцівка і Зорянка були засновані в 1906 році купцями Огурцовим і Зоріним, що також придбали землю у Булацелів.
Поява купців і поступовий перехід землі у їхню приватну власність — характерна ознака капіталістичної Росії. Багато поміщиків після реформи 1861 року не змогли пристосуватися до нових умов господарювання, вони розорялися, розпродували свої землі. Так сталось і з Булацелями. 
Так, у Безмятежному вони продали землю місцевому сільському товариству, у Волоській Балаклії землю Булацелів захопив купець 1-ї гільдії Марков, у Кашинському Булацелі частину землі розпродали купцям, а решту в 1907 році разом із садибою продали місцевому товариству. Останній представник династії Булацелів разом з двома синами виїхав до Харкова, пізніше перебрався у Петроград, а далі їхні сліди загубилися у буремному 1917 році.
Булацелівка у перші роки свого існування зростала повільними темпами. Поряд із купцями тут стали селитися сім'ї селян-бідняків, робітників залізниці. Перед першою світовою війною в селі нараховувалося до 20 дворів і проживало близько ста жителів. 
Першу чверть століття свого існування Булацелівка нічим не виділялася серед численних сіл та хуторів нашого краю, тут не було зафіксовано ніяких пам'ятних подій. Кількість жителів зростала повільно. За рахунок переселенців, в основному із сусідніх населених пунктів, Булацелівка поступово й збільшувала число своїх жителів. Звертає на себе увагу і той факт, що в архівних документах до початку 20-х років Шевченкове називалося не селом чи хутором, а станцією.

## Українська революція
Тривожними видалися для жителів Булацелівки 1917—1921 роки, коли влада неодноразово переходила з рук в руки, постійно була загроза нападу численних банд. Після повалення російського самодержавства в лютому 1917 року становище в краї спочатку контролював Тимчасовий уряд, у листопаді-грудні 1917 року — Центральна Рада, а наприкінці грудня, протягом Першої радянсько-української війни, — більшовики. У ході українських визвольних змагань Булацелівка стала частиною проголошеної ІІІ Універсалом Української Народної Республіки у складі адміністративно-територіальної одиниці Донеччина. У квітні 1918 в ході контрнаступу українських та союзних військ, радянська армія намагається нанести удар у напрямі на Куп'янськ щоб запобігти повної втрати земель сходу України, але терплять поразку. Того ж місяця року Україна, в тому числі й Харківщина, за підсумками Брестського миру, населений пункт повернувся під контроль УНР. На початку 1919 року більшовики відновили контроль над територією, та в липні вони змушені були відступити під натиском білогвардійських військ генерала Денікіна. Лише в грудні 1919 року, протягом Другої радянсько-української війни після важких боїв з денікінцями Червона Армія остаточно встановила свою владу в Шевченковому.

## Радянський період

### Ранній СРСР
У другій половині 1921—1922 років, після введення нової економічної політики, обстановка поступово нормалізувалася. В цей час у Булацелівці утворилася перша сільська Рада, головою якої обрали Федора Андрійовича Протопопова. Одночасно виник комітет незаможних селян на чолі з Романом Лукичем Багнюком. Під їх керівництвом стали проводитися соціально-економічні перетворення, перш за все розділили землю між селянами. В середньому на кожного селянина, незалежно від віку дісталося по 1,5 десятин землі, на двір — від 5 до 15 десятин.
Як свідчать архівні документи Шевченківського Загсу, в 1922 — на початку 1923 року була змінена назва з Булацелівки на Шевченкове, залізнична станція до середини 80-х років зберегла свою стару назву. За переказами, було це так: активісти збиралися в хаті-читальні і обговорювали різні питання. Хтось із них запропонував відмовитися від назви села, яка нагадувала про пана Булацеля. Всі дружно підтримали цю ідею, а над новою назвою довго не задумувались: в хаті-читальні на стіні висів портрет Т. Г. Шевченка. Його ім'я і вирішили увічнити у назві села.
На початку 20-х років в Шевченковому з'явився партійний осередок на чолі з Чижевським, а в 1923 році присланий з Куп'янського окружного комітету комсомолу Микола Хомич Чебукін взявся за організацію місцевого комсомолу.
В середині 20-го десятиріччя в селі уже нараховувалося близько 50 дворів, що двома вулицями вишикувались на південь від залізничної станції. Більшість мешканців були селянами, робітниками й службовцями залізниці, купцями. Їх головним заняттям залишалося сільське господарство, але чимало людей втягувалися і в товарно-грошові відносини, розвивали різноманітні промисли, торгували. Так, наприклад, Худолій, Гаврилейченко, тримали власні магазини, Борщ — чайну, Федоров — кузню, поляки Чесняк і Ломінський відкрили механічну олійницю. Поряд з олійницею діяв пункт реалізації сільськогосподарських машин «Гельферіх саде». За кілометр від станції в північно-східному напрямку працював цегельний завод Василя Леонтійовича Ісаєва, а на Огурцівці — відомий на всю Харківщину механічний млин німця Петра Мартиновича Фурманова.
В Шевченковому знаходився великий зернозсипний пункт, що нараховував одинадцять комор і пікгауз загальною ємністю 1730000 пудів зерна.
В великому будинку була відкрита лікарня, а в іншому з 1924 року стала працювати початкова школа, якою завідувала Баштова З. І.
Наприкінці 20-х років у конфіскованому будинку В. Г. Фірстової-Куніч відкрили пошту.
У 20-ті роки майже 80 % селянських господарств України були охоплені різноманітними формами кооперації. Членство в кооперативах, на відміну колективізації 30-х років, було добровільним і економічно вигідним, тому селяни охоче вступали до них. Найчастіше це була виробничо-сільськогосподарська, споживча і кредитна. В 1926 році, як свідчить один з архівних документів районного музею, в селах Раковського району (так тоді називався Шевченківський район) діяли близько 30 кооперативних товариств. В Шевченковому був ТСОЗ (товариство спільної обробки землі), куди входило 15 найбільших селянських господарств, які взявши кредит купили трактор «Фордзон». Першим трактористом став Василь Романович Багнюк. До трактора спочатку підчіпляли кінні плуги, згодом придбали великого тракторного плуга. Трактором почали розорювати землі на південь від залізниці, де в 20-ті роки місцеві жителі ще майже не поселялися. Нелегко жилося селянам в 20-ті роки. Землі в кожного було чимало, а с/г техніки бракувало. Воли та коні — основна тяглова сила — також були не в кожного. На селі продовжувала зберігатися соціальна нерівність між бідняками і заможними селянами, нерідко бідні селяни змушені були віддавати свою землю в оренду багатішим сусідам «за третій сніп». Відносна економічна самостійність і величезна працелюбність селян давали непочаті результати. Як свідчать архівні документи і численні спогади старожилів, у 20-ті роки селяни звели чимало хат і господарських будинків, обзавелися робочою худобою і різноманітними найпростішими с/г машинами, стала скорочуватися частка бідняцьких господарств, які також поступово «вибивалися» в люди.
Шевченківці за ініціативою місцевих активістів в одному з дерев'яних зерноскладів обладнали клуб, на базі якого стали працювати різноманітні колективи художньої самодіяльності.
Десь в 1925 році в селі стали демонструвати німі кінофільми, з цією метою в сквері біля станції збудували кінобудку, обладнали літній кінотеатр. За традицією тих років німі кінофільми демонструвалися під музичний акомпанемент. Цю функцію з величезним задоволенням узяли на себе шевченківські музиканти.
Не менш популярним у селі був ще один колектив художньої самодіяльності — драматичний театр, учасники якого ставили на сцені місцевого клубу п'єси «Сто тисяч», «Наймичка», «Мартин Боруля» та інші. Драмгуртківці організовували також агіттеатр «Жива газета», пізніше перейменований у «Красну блузу».
У 20-ті роки значна увага приділялася ліквідації неписьменності серед дорослого населення. В Шевченковому з цією метою було створено курси ліквідації неписьменності /лікнеп/ де вчителькою працювала Варвара Титівна Шараменко.
В першій половині 20-х років у одній із кімнат господарства Г. В. Худолія обладнали хату-читальню, роботу якої контролював М. Х. Чебукін. Хата-читальня завжди притягувала до себе місцевих жителів, тут можна було почитати газети, журнали, послухати бесіди на різні політичні чи соціально-економічні теми, чи подискутувати.
Двадцяті роки стали періодом швидкого зростання авторитету Шевченкового серед навколишніх населених пунктів. Якщо до 1920 року Булацелівка була малопомітним хутором, біля залізничної станції, то на початку 20-х вона, замінивши свою назву, стає центром сільради, об'єднавши близько десяти навколишніх сіл і хуторів, а в 1930 році очолює Раковський район.
Перший колгосп «Весела праця» на території Шевченківської сільради утворився у Кашинському в 1929 році, його очолив Яків Пилипович Мітільов. У колективну власність колгоспників було об'єднано дві молотарки «Ланц», 10 сівалок, 8 снопов'язалок, плуги, культиватори, близько 40 коней.
В 1931 році в селах Огурцівка і Верхня Зорянка формується радгосп «Індустріальний», що виділився з величезного радгоспу «Індустріальний № 1» Чугуївського району. Першим директором радгоспу призначили Муренченка, головним механіком — Фіякова, агрономом — Литовченка. Таким чином, уже в 1931 році вільних земель навколо Шевченкового не залишилося, переважна більшість селян стала колгоспниками або робітниками радгоспу. Однак багато селян було оголошено «куркулями», котрі стали жертвами політики розкуркулення — насильницького розорення господарства.
Процес ліквідації заможного селянина проходив і по всіх селах Шевченківщини. Гнітюче-вражаючою була картина Шевченкового і навколишніх сіл під час голодомору 1932—1933 років. Села й поля заросли бур'янами, вулицями й полями йшли, мов привиди, голодні люди. Знесилені, вони часто падали на землю й помирали. Як свідчать старожили, корінні шевченківці також голодували, але з голоду не вмерли. Помирали тут, в основному, ті, хто рятуючись прийшов сюди з навколишніх сіл — Василенкового, Худоярового, Новостепанівки, Петропавлівки, Богодарівки, Петропілля, Семенівки, Старовірівки, Волоської Балаклії, Роздольного, Новомиколаївки, де голод був масовим, з численними жертвами. Багато мертвих або таких, що ледь подавали ознаки життя, скупчувалися на станції Булацелівка. Їх поступово підбирали і на підводах вивозили переважно в село Верхньозорянське, де живим радгосп подавав посильну допомогу, мертвих закопували в глибокій канаві за селом. З моменту свого виникнення і до 1923 року Булацелівка входила в склад Старовірівської волості Куп'янського повіту. У 1923 році в Радянській державі була проведена велика адміністративно-територіальна реформа, за якою на території Харківської губернії утворилося 4 округи (Харківський, Куп'янський, Богодухівський та Ізюмський) і 59 районів в тому числі Раковський з центром у Старовірівці, який одночасно перейменували в Раковку на честь першого голови Раднаркому України Х. Г. Раковського.
Раковський район проіснував 8 років, двічі змінивши за цей час райцентр: у 1924 році центром району стала Волоська Балаклія, де в колишньому маєтку купця П. В. Маркова були кращі, ніж у Старовірівці умови для розміщення райвиконкому та інших районних організацій і служб, а у 1930 році райцентр перенесли у Шевченкове. Назва району при цьому не змінювалася.
У Раковському районі нараховувалося 68 населених пунктів, де проживало 30 тисяч жителів, 4202 селянських господарства, 70733 десятини землі. Тут діяли різноманітні адміністративні та господарські установи: райвиконком і його служба, три залізничні станції (Булацелівська, Щеняче, Старовірівка), два зернозсипні пункти (Булацелівський і Старовірівський), агродільниця (у Раковці), агробаза і ветеринарна дільниця (у Безмятежному), дві лікарні (Волосько-Балаклійська і Шевченківська), дві пошти (у Шевченковому і Волоській Балаклії), агенція соцстраху (у Волоській Балаклії), райміліція, промміліція, народний суд, дві семирічні школи (у Волоській Балаклії та Шевченковому), 20 початкових шкіл, 5 лікбезів, понад 30 споживчих і сільськогосподарських товариств, радгоспи «Степовий» і «Гашинівський».
На початку 1931 року Раковський район розформували, його територія в т. ч. Шевченкове відійшли до Куп'янського району. Але через чотири роки Шевченкове знову стає райцентром, тепер уже Шевченківського району.
Організаційне оформлення району відбулося 25 лютого 1935 року на з'їзді Рад Шевченківщини. Першим головою Шевченківського райвиконкому призначили колишнього військового Говтмана, секретарем Шевченківського райкому партії став начальник політвідділу Булацелівської МТС Оршанський.
В 30-х роках радянське керівництво для організаційного зміцнення колгоспів стало створювати МТС. В 1933 році з'явилась в Шевченковому МТС «Булацелівка». Разом з народженням Шевченківського району з'явилась і районна газета «Більшовицька правда», створена на базі багатотиражної газети Булацелівської МТС з такою ж назвою. Першим редактором газети став Юлій Йосипович Мітус, із 1937 по 1941 рік газету очолював Костянтин Іванович Швидун.
Ставши райцентром Шевченкове швидко зростає. До 1941 року в селі збудували невелику електростанцію, хлібопекарню, елеватор «Заготзерно» бурякопункт, лікарню, клуб, бібліотеку, ряд адміністративних споруд і житлових будинків: стала забудовуватись південна від залізниці окраїна села. Швидко збільшується кількість місцевих жителів. В 1937 році в Шевченковому школа стала повною середньою. Незмінним директором Шевченківської школи була Параска Гнатівна Погорілова.

### Друга світова війна
Уже ввечері 22 червня 1941 року чоловіки стали отримувати повістки про мобілізацію в діючу армію. В Шевченковому створили винищувальний батальйон, групу протиповітряної оборони, дві групи для підготовки санінструкторів.
На третій день війни фашистські літаки вперше бомбили станцію Булацелівка. З кожним днем все більше чоловіків ішли на війну, практично всі роботи лягли на плечі жінок, підлітків, людей похилого віку. 
У вересні 1941 року для боротьби з фашистами було сформовано Шевченківський партизанський загін під командуванням завідувача відділу освіти Миколи Федоровича Гаврюшенка. Загін нараховував 20 чоловік, в основному це були партійні, радянські і господарські керівники. Щоб не віддати ворогу хліб, в Шевченковому підірвали елеватор, в навколишніх селах спалили стоги з необмолоченим зерном. 
У другій половині листопада 1941 року гітлерівці захопили частину території Шевченківського району, в т. ч. 24 листопада райцентр. 26—27 листопада було проведено Булацелівську наступальну операцію, під час якої фашисти змушені були відступити. І Шевченківщина надовго стала прифронтовою зоною. Найжорстокіші бої на Шевченківщині розгорнулися в червні 1942 року, коли фашисти, завдавши поразки радянським військам під Харковом, перейшли в наступ на Сталінградському і Кавказькому напрямках. На Шевченківщині оборонялась 38-ма армія під командуванням К. С. Москаленка. 
10 червня 1942 року фашисти перейшли в наступ, в якому відразу було задіяно сім дивізій у т.ч. три танкових і одна моторизована. На окремих напрямах позиції радянських військ атакували до 150 танків ворога одночасно. Під їх натиском радянські війська залишили правий берег річки Великий Бурлук і село Гетьманівку, але інші атаки гітлерівців були відбиті. На захисній околиці Шевченкового 20 ворожих танків несподівано були атаковані ротою важких радянських танків «КВ» під командуванням старшого лейтенанта І. І. Королькова. В результаті стрімкого поєдинку фашисти, втративши 8 бойових машин повернули назад. За цей бій І. І. Корольков був удостоєний звання Героя Радянського Союзу.
Не досягнувши успіху 10—11 червня, гітлерівці після короткого перегрупування сил 22 червня 1942 року відновили свій наступ. Цілий день Шевченківщина була ареною важких боїв, в яких обидві сторони несли великі втрати. Під вечір радянські війська були вимушені залишити Шевченкове. Останній рубіж оборони наші війська створили на східній околиці райцентру вздовж сіл Троїцьке-Сазонівка-Михайлівка Шевченківської сільради, де окремі частини 156 танкової бригади і 1-ї винищувальної протитанкової дивізії полягли майже повністю. Два учасники цього бою — політрук Наркіс Михайлович Гордєєв і сержант Сергій Іванович Медведєв посмертно були удостоєні звання Героя Радянського Союзу, зараз їх іменами названі вулиці в селищі Шевченкове. Ще дві вулиці райцентру — комдива Ширяєва і Давидова-Лучицького названі іменами командирів дивізій, які загинули на території району в 1942 році.
В боях за станцію Булацелівка 20 червня 1942 року Героєм Радянського Союзу став також лейтенант Гаврило Іванович Ігнашкін, який з групою штурмовиків 431-го авіаполку на підступах до Шевченкового розбомбив колону німецьких танків.
23—24 червня 1942 року гітлерівці захопили останні села Шевченківщини. Район потрапив у зону окупації, яка продовжувалась до лютого 1943 року. Жителі Шевченківщини відчули на собі особливості німецьких порядків з перших днів окупації. Багато людей було розстріляно, 58 юнаків і дівчат із сіл Шевченківщини вивезли на каторжні роботи до Німеччини.
У Шевченківському районі наприкінці 1942 року під керівництвом колишнього головного агронома Булацелівської МТС Ісака Митрофановича Підлипняка виник невеликий партизанський загін, що діяв в районі сіл Аркадівка та Новомиколаївка. В січні 1943 року загін під тиском гітлерівців перейшов у Куп'янський район, де незабаром з'єднався з радянськими військами.
Після поразки фашистів під Сталінградом Червона Армія досить швидко звільнила велику територію в т. ч. 3—5 лютого визволили Шевченківщину. Великих боїв у 1943 році на території району не було.
До серпня 1943 року становище Шевченківщини ускладнювалось тим, що вона продовжувала бути у прифронтовій зоні: зовсім близько за Сіверським Дінцем стояли фашисти, які систематично бомбили наш край, не випадково 6 квітня 1943 року було прийнято спеціальне рішення про відселення мирних жителів семи сільських в т. ч. Шевченківської у Куп'янський район.
Лише наприкінці 1943 року місцеве населення повернувшись додому, отримало можливість взятися за відбудову. Буквально на кожному кроці доводилося долати численні труднощі: не вистачало робочих рук, коштів, матеріалів, техніки. Практично всі роботи виконували жінки, підлітки, люди похилого віку. Чоловіки продовжували воювати, масова демобілізація з армії почалася тільки в 1946 році. Багато чоловіків повернулися з війни інвалідами, багато — загинули. По селах Шевченківської сільради зараз нараховується близько 400 чоловік, що загинули під час війни. На фронтах Другої світової війни понад дві тисячі жителів Шевченківщини були нагороджені орденами і медалями, сім з них стали Героями Радянського Союзу, в т. ч. Василь Іванович Безменов із Шевченкового — посмертно.

### Повоєнні роки
Перше післявоєнне десятиріччя стало для Шевченкового періодом відбудови зруйнованого війною господарства. Роботи розпочалися ще в 1943 році, зразу після визволення селища. Уже тоді силами військових спеціалістів була введена в експлуатацію залізниця, відбудована водонапірна башта, відновили свою роботу різноманітні районні установи, без яких неможливо було налагодити нормальну життєдіяльність. 
Люди працювали самовіддано, з небаченим ентузіазмом, вони немов знудьгувалися за звичною мирною працею. Так, у селищі на рубежі 40-50 років з'явилася нова споруда залізничної станції, руками молоді було зведено будинок культури, який працював до середини 80-х років, в 1953 році став до ладу двоповерховий будинок, в якому розмістився райком партії і райком комсомолу, в 1948 році повністю була відбудована Шевченківська середня школа. 
Початок 50-х років став часом Шевченківської медицини, адже саме тоді тут були побудовані дві найдавніші споруди сучасної райлікарні — терапевтичне відділення і зубопротезний кабінет, в селищі стали приживатися лікарі-спеціалісти.
В 40-50 роках багато жителів Шевченківщини за самовіддану працю і активну участь у громадянському житті були нагороджені орденами і медалями. Вісім чоловік стали Героями Соціалістичної Праці, в т. ч. директор радгоспу «Індустріальний» А. І. Кітченко, керуючий відділенням цього ж господарства Н. О. Макоєдов, бригадир К. М. Сивокоз, директор Булацелівської МТС І. М. Підлипняк, ланкова радгоспу В. Г. Ужик стала кавалером двох орденів Леніна.
В другій половині 50-х років у Шевченковому стали виникати перші великі підприємства: хлібокомбінат, кукурудзокалібрувальний завод, харчосмакова фабрика, інкубаторна станція, міжколгоспбуд. В 1958 році була ліквідована Булацелівська МТС, а на її базі відкрили на початку 60-х років Шевченківську райсільгосптехніку.
В районі швидко зростає кількість жителів. Господарські досягнення,поява підприємств, зростання числа жителів мали важливі наслідки для подальшого розвитку Шевченкового: 1 липня 1957 року воно отримало статус селища міського типу. 1962 року несподівано було прийнято рішення про ліквідацію Шевченківського району. Його територію розділили між сусідніми Чугуївським, Куп'янським, Балаклійським районами, протягом місяця розформували всі колишні районні організації і установи, чимало жителів Шевченкового, особливо керівників та спеціалістів роз'їхалися по сусідніх районах. 
Вищезгаданий адміністративно-територіальний експеримент був недовгим: 1 січня 1965 року Шевченківський район знову був відроджений. З цього періоду і розпочинається бурхливе зростання Шевченкового. Районну партійну організацію очолив С. К. Заєць, комсомольську — П. Кузнєцов, райвиконком І. Ф. Кістерний, селищну Раду народних депутатів — Є. В. Шпорт.
У квітні знову почала виходити районна газета, яка за цей час отримала назву «Вперед» (з 1953 року вона називалася «Вперед до комунізму»), що існувала до 2000-го року.
У Шевченківському районі в 1950 році нараховувалось 57 колгоспів, 33 радгоспи, 2 МТС, наприкінці 70-х років господарств залишилося всього — 12. Зростала кількість населення в селищі, поставала житлова проблема. Було збудовано 8 житлових двоповерхових будинків, приміщення райвиконкому. 
На південно-західній і південно-східній околицях стали забудовуватися Піонерський та Мічурінський масиви. Одночасно з житлом, зводили чимало об’єктів соцкультпобуту. В селищі літній і стаціонарний кінотеатри, аптека, баня, Районний вузол зв’язку, поліклініка, автостанція, готель, банк, побуткомбінат «Берізка»,школа-інтернат для дітей інвалідів, середня школа № 1 на 640 учнів, дитсадок на 140 місць, була добудована середня школа № 2. На околиці створили велике водосховище із зоною відпочинку.
На західній околиці через залізницю збудували міст, який вирішив проблему пропуску через райцентр автомобільного транспорту. Уздовж вулиць селища було посаджено кілька тисяч каштанів, сріблястих кленів і лип, біля житлових будинків з'явилися сотні яблунь і вишень.
В 1967—1968 роках перед райкомом партії посадили сквер, в наступні два роки невеликий сквер виник і на в'їзді в селище Шевченкове з боку Харкова.
Напередодні 9 травня 1975 року в Шевченковому урочисто було відкрито меморіал на братській могилі воїнів, що загинули в роки Великої Вітчизняної війни. 
Разом з розвитком селища в ньому з’являлися й зростали промислові підприємства. В 1972 році було розпочато будівництво заводу залізобетонних конструкцій, який через чотири роки почав випускати скловолокно а в 1977 році — залізобетон. В листопаді 1972 року на базі Шевченківської райсільгосптехніки було створено спеціалізовані майстерні. Міжрайсільгосптехніка, де почали робити капітальний ремонт тракторних і комбайнових двигунів для чотирьох областей Лівобережної України.

## Незалежна Україна

### Кінець ХХ — початок ХХІ століття
У 90-х роках стали виникати спільні малі підприємства на приватній основі, розпочалася приватизація житла. В районі народилися нові засоби масової інформації: щотижнева газета «Дружба», газета безкоштовних повідомлень «Регіон», кабельне, а потім і звичайне телебачення. Всі вони пробили дорогу в життя завдяки ініціативі і фінансовій підтримці акціонерного товариства колгоспу «Дружба» під керівництвом Ю. К. Апазіді.
В епоху перебудови з 1985 по 1990 роки в Шевченковому активно продовжується будівництво об'єктів соцкультпобуту. Саме в ці роки були здані в експлуатацію дитячий садок «Калинка» на 280 дітей, універмаг, районний будинок культури, приміщення райвійськомату і ДТСААФ, середня школа на 1176 учнів, котельня, реконструйовані селищний стадіон «Колос» і зона відпочинку на Комсомольському водосховищі. Велось активне житлове будівництво. Шевченківці надавали відчутну допомогу у зведенні об'єктів соцкультпобуту перш за все Старовірівської середньої школи, профтехучилища в с. Одрадне, газифікації сіл Гроза, Верхньозорянське, Первомайське, Петропілля.
Під час адміністративної реформи 2020 року Шевченкове втратило статус районного центру і увійшло до складу Куп’янського району.

### Російсько-українська війна
25 лютого 2022 року Шевченкове було окуповане російськими військами.
7 вересня 2022 року Шевченкове було звільнене ЗСУ.